# M60 (astronomia)
M 60 (conosciuta anche con il nome di NGC 4649) è una galassia ellittica distante circa 60 milioni di anni luce dalla Terra visibile nella costellazione della Vergine.

## Osservazione

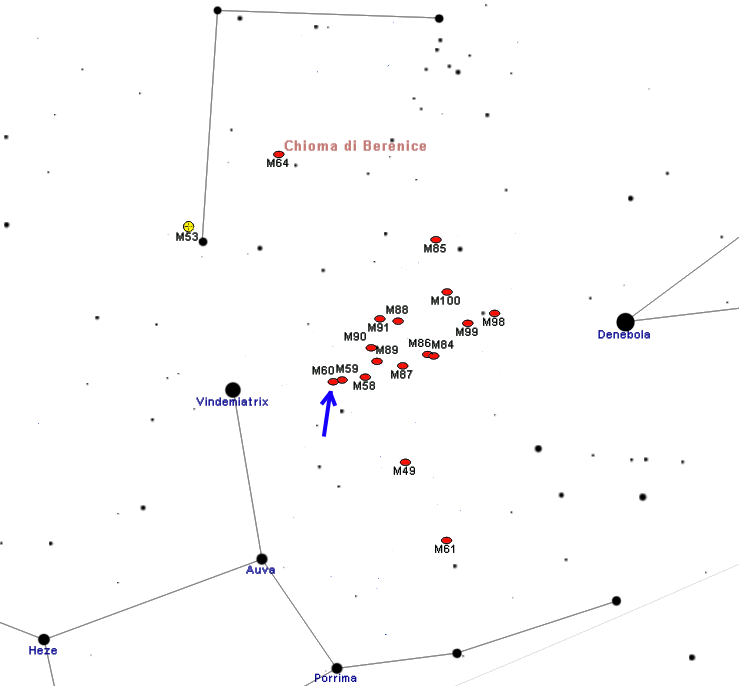
Mappa per individuare M60.

M60 è un oggetto facile da reperire in cielo, grazie alla presenza della stella Vindemiatrix (ε Virginis): si trova infatti circa 4° ad ovest di questa stella; è visibile anche con un binocolo di media potenza come un 10x50, se la notte è propizia, in cui si mostra come una macchia molto piccola e sfuocata. Con un telescopio da 150mm si possono vedere alcuni particolari, come la presenza di un alone chiaro esteso fino a 3', mentre la condensazione centrale è estremamente compatta e luminosa; in direzione nord-ovest è visibile pure una sorta di protuberanza dell'alone, che in un telescopio di maggior potenza si rivela come una galassia indipendente, catalogata come NGC 4647. Nello stesso campo visivo sono osservabili anche un gran numero di altre galassie.
M60 può essere osservata con facilità da entrambi gli emisferi terrestri e da tutte le aree abitate della Terra, grazie al fatto che la sua declinazione non è eccessivamente settentrionale; dalle regioni boreali è maggiormente osservabile e si presenta estremamente alto nel cielo nelle notti di primavera, mentre dall'emisfero australe appare mediamente più basso, ad eccezione delle aree prossime all'equatore. Il periodo migliore per la sua osservazione nel cielo serale è quello compreso fra marzo e luglio.

## Storia delle osservazioni
Fu scoperta nel 1779 da Johann Gottfried Koehler mentre osservava una cometa e fu inserita pochi giorni dopo da Charles Messier nel suo celebre catalogo; egli la descrive come una nebulosa più brillante e distinta rispetto a quelle vicine. John Herschel dedica a quest'oggetto molte osservazioni, grazie alla presenza della vicina NGC 4647; nel 1830 la descrive come una nube doppia la cui parte occidentale è più debole di quella orientale, che appare dominante. Anche Padre Heinrich Louis d'Arrest la osservò ripetutamente, restandone molto colpito dalla sua forma.

## Caratteristiche
M60 è la terza galassia più brillante dell'ammasso della Vergine, ed è la maggiore del suo sottoammasso, che conta quattro galassie. la sua massa viene stimata in circa mille miliardi di masse solari, dunque diverse volte superiore a quella della nostra Via Lattea; il suo diametro sarebbe invece di 120000 anni luce, anche se l'alone esterno potrebbe essere anche più ampio. La sua magnitudine assoluta è pari a -22,3 e possiede un vasto sistema di ammassi globulari.
M60 sembra in pieno processo di interazione con un'altra galassia vicina, la spirale di tipo Sc catalogata come NGC 4647; tuttavia, sebbene la sovrapposizione dei loro aloni suggerisca che queste due galassie siano in processo di interazione, le immagini fotografiche non evidenziano alcuna evidenza di deformazione, come sarebbe normale in caso di galassie realmente così vicine fra loro. Ciò suggerisce che in realtà queste due galassie si trovino sovrapposte solo per un effetto di prospettiva, e potrebbero trovarsi a distanza leggermente maggiori di come possa sembrare.
Nel corso del 2004 nella galassia M60 è stata osservata una supernova, catalogata come SN 2004W.

### Libri
- (EN) Stephen James O'Meara, Deep Sky Companions: The Messier Objects, Cambridge University Press, 1998, ISBN 0-521-55332-6.

### Carte celesti
- Toshimi Taki, Taki's 8.5 Magnitude Star Atlas, su geocities.jp, 2005. URL consultato il 7 novembre 2010 (archiviato dall'url originale il 5 novembre 2018). - Atlante celeste liberamente scaricabile in formato PDF.
- Tirion, Rappaport, Lovi, Uranometria 2000.0 - Volume I - The Northern Hemisphere to -6°, Richmond, Virginia, USA, Willmann-Bell, inc., 1987, ISBN 0-943396-14-X.
- Tirion, Sinnott, Sky Atlas 2000.0 - Second Edition, Cambridge, USA, Cambridge University Press, 1998, ISBN 0-933346-90-5.
- Tirion, The Cambridge Star Atlas 2000.0, 3ª ed., Cambridge, USA, Cambridge University Press, 2001, ISBN 0-521-80084-6.